# Fuji (musique)
Pour les articles homonymes, voir Fuji.
Le fuji, ou la musique fuji, est un genre musical qui a émergé à la fin des années 1960 au Nigeria. Il est né de la tradition yoruba (ou yorùbá), qui regroupe les croyances et pratiques originelles du peuple yoruba, fondées sur le culte des orishas. Les croyances religieuses yoruba font partie du itan, un concept culturel qui traverse la société Yoruba. C'est l'une des composantes les plus importantes de la scène musicale nigériane moderne. La musique fuji en est une émanation.

## Origine
Dans le Yorubaland le terme « Ajiwere » ou oniwere signifie « celui qui joue était de la musique ». Le rôle de l'ajisãrì est de réveiller les musulmans avant l'aube pendant la saison du jeûne pour inciter les fidèles islamiques à prier pendant la période du Ramadan. La communauté musulmane de la métropole de Lagos (continent de Lagos et île de Lagos) a connu de nombreux « Ajiwere » qui se sont  inspirés de la musique Yoruba Sakara (en n'utilisant seulement que le tambour sakara). 
Les styles ont évolué notamment le fuji, choisi pour le nouveau genre musical, il est conçu d'une manière plutôt drôle et inhabituelle. Alhaji Sikiru Ayinde Barrister, un pionnier de la musique fuji et Wéré, déclare à son propos « Je l'ai trouvé quand j'ai vu une affiche dans un aéroport, annonçant le mont Fuji, qui est le plus haut sommet du Japon. » Dans ce contexte, le fuji ne doit pas être confondu avec le mot yoruba « fuja » ou « faaji », qui signifie loisirs ou plaisir. Onifuja ou Onifaaji est Yoruba pour un mondain, ou celui qui aime les loisirs ou le plaisir. Il a en outre, expliqué que « la musique fuji est une combinaison de musique composée de Sakara, Apala, juju, Aro, Afro et gudugudu, peut-être highlife. Ce genre musical est rendu populaire par feu Alhaji Dauda Epo-Akara , et Ganiyu Kuti, alias Gani Irefin. »

## Influences
Le fuji attire énormément les jeunes générations; une dizaine d'enfants (Shanko Rasheed, Wasiu Container, Cripsymixtee, Konkolo Wally G, Global T et Muri Ikoko. Dans cette génération de chanteurs, Wasiu Ayinde Marshall, calias KWAM1 ou K1 De Ultimate, et Abass Akande Obesere, le trio de Wasiu Alabi Pasuma (Oganla fuji) et le roi Saheed Osupa, la musique fuji continue d'attirer les jeunes qui dominent la scène ainsi Shanko Rasheed, Wasiu Container, Cripsymixtee, Konkolo Wally G, Global T et Muri Ikoko) qui réussissent bien dans l'industrie. Dans cette génération de chanteurs, Wasiu Ayinde Marshall, connu sous le nom de (KWAM1 ou K1 De Ultimate), Abass Akande Obesere, le trio de Wasiu Alabi Pasuma (Oganla fuji) et le roi Saheed Osupa.

## Artistes
Le général Ayinla Kollington un musicien fuji d'Ilota, (Baba Alatika ou Kebe-n-Kwara) avec son ami et concurrent Sikiru Ololade Ayinde Balogun sont les deux artistes dominant de la musique fuji depuis sa création dans les années 1970. Puis dans les années 1980, ils sont suivis par Kollington  et Barrister des vedettes de la musique fuji nigériane, et par Wasiu Ayinde Marshall avant de changer son nom en K1 De Ultimate, qui a émergé avec Talazo Fuji (1984).